# 평구로
평구로(平仇老)는 항왜 귀환자이다.

## 개요
평구로(平仇老)는 항왜 귀환자이다. 조선왕조실록에 대마도 출신 평(平)씨 일족이 대마도 교류와 관련하여 자주 등장한다. 이들은 대마도 종(宗:소우)씨와 조상이 같거나, 라이벌이라고도 한다. 평(平)씨와 종씨는 일본 왕족 계열의 성씨라고도 한다. 종(宗:소우)씨 전설이 울산에 전해진다.
평(平)씨는 고대부터 대마도에 살았다. 또한 정유재란 이전에도 조선에 귀화한 사례도 있었다. 그런데 한국에는 평(平)씨가 전혀 존재하지 않는다. 이들이 어떤 성이 되었는지 전하는 기록이 없어 확실치 않다.

## 같이 보기
- 오카모토 에치고
- 하라다 노부타네
- 연시로
- 손시로
- 김충선
- 손문욱, 이문욱
- 박계생